# System Ochrony Banków Komercyjnych
System Ochrony Banków Komercyjnych S.A. (SOBK) – system ochrony działający w ramach polskiego sektora bankowego, na podstawie Rozdziału 10a ustawy Prawo bankowe, założony w 2022 w Warszawie. Uczestnikami i akcjonariuszami SOBK są Alior Bank, Bank Millennium, Bank Pekao, BNP Paribas Bank Polska, ING Bank Śląski, mBank, Powszechna Kasa Oszczędności Bank Polski, Santander Bank Polska.
Organami spółki są zarząd, na którego czele od powstania spółki stoi Tomasz Kubiak, oraz rada nadzorcza kierowana przez Marka Lusztyna.

## Działalność restrukturyzacyjna
30 września 2022 Bankowy Fundusz Gwarancyjny wszczął procedurę przymusowej restrukturyzacji Getin Noble Bank S.A. SOBK udzielił łącznego wsparcia potrzebnego do bezpiecznego przeprowadzenia przymusowej restrukturyzacji w wysokości 3,47 mld zł w tym około 90% kwoty w formie dotacji a reszta kwoty na objęcie mniejszościowego pakietu akcji (49%) w instytucji pomostowej, którą został Bank BFG S.A. (od października 2022 działający jako VeloBank).